# John Cruger junior

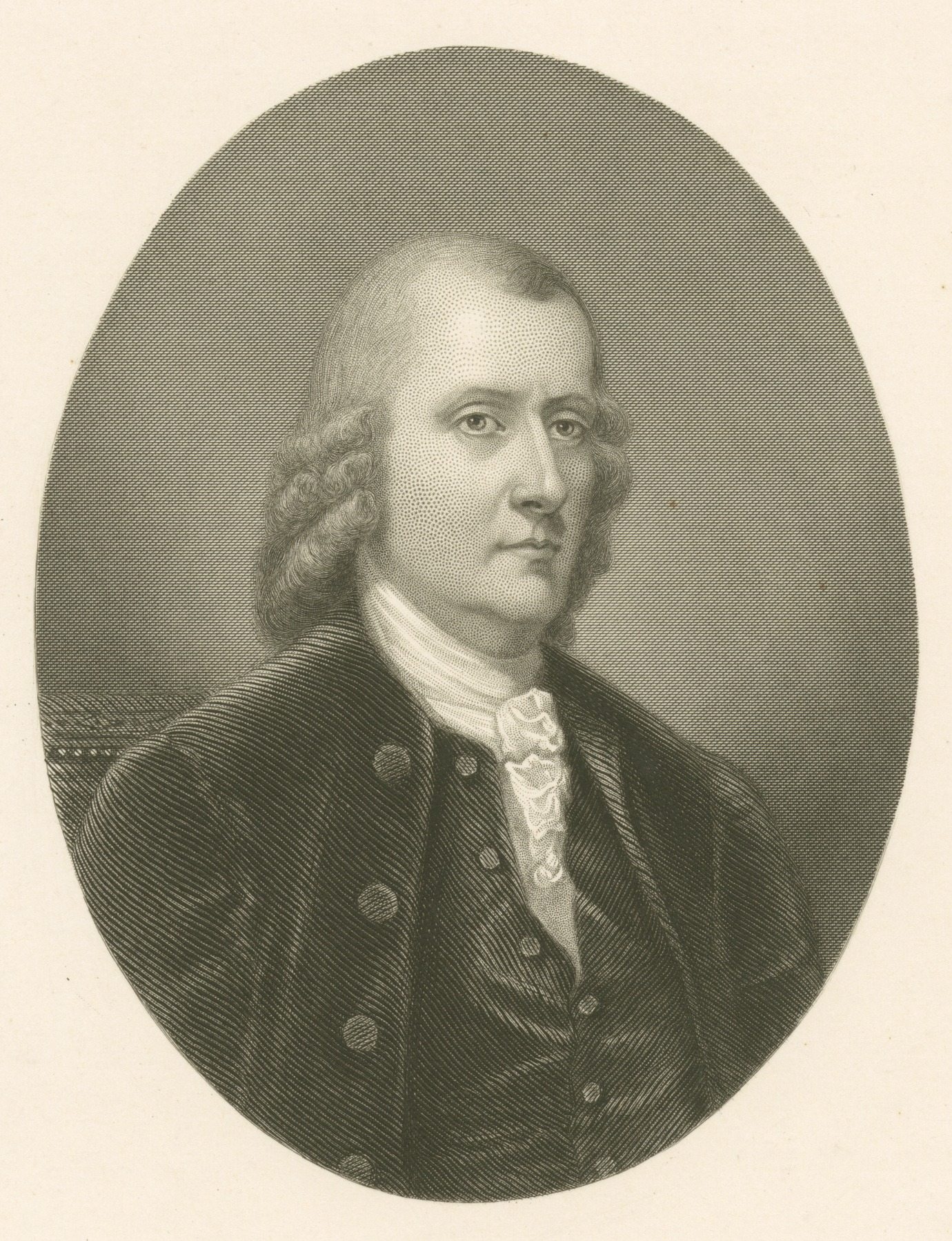
John Kruger Jr.

John Cruger Jr. (* 18. Juli 1710 in New York City; † 27. Dezember 1791 ebenda) war ein britisch-amerikanischer Politiker und zwischen 1757 und 1766 Bürgermeister von New York City.

## Leben
John Cruger Jr. war ein Sohn von John Cruger Sr., der zwischen 1739 und 1744 ebenfalls Bürgermeister der Stadt New York war. Der jüngere Cruger war Händler und Politiker in seiner Heimatstadt New York. Dort gehörte er auch dem Stadtrat an. Im Jahr 1756 wurde er zum neuen Bürgermeister der Stadt ernannt. Dieses Amt bekleidete er bis 1766. Die letzten Jahre seiner Amtszeit war von Konflikten zwischen den Kolonisten und der britischen Regierung überschattet. Dabei ging es vor allem um die als ungerecht empfundene Besteuerung und Gesetze wie z. B. das Stamp Act. Im Jahr 1765 war Cruger Delegierter auf dem sogenannten Stamp Act Congress, der offiziell gegen die Steuerpolitik Londons opponierte und protestierte. Im Jahr 1768 war Cruger an der Gründung der New Yorker Handelskammer beteiligt, deren erster Präsident er war. Zwischen 1769 und 1775 war Cruger Mitglied und letzter Vorsitzender des kolonialen Parlaments der Provinz New York. Er unterstützte zunächst auch den Ersten Kontinentalkongress. Dann gingen ihm aber dessen Forderungen zu weit, und er stimmte gegen die Annahme der dort gefassten Beschlüsse, was ihm das Misstrauen der Amerikaner einbrachte. John Cruger erlebte noch das Ende der britischen Kolonialherrschaft in New York und die Gründung der Vereinigten Staaten von Amerika. Er starb am 27. Dezember 1791.